# Leioproctus centralis
Leioproctus centralis (лат.) — вид пчёл рода Leioproctus из семейства Colletidae. Австралия.

## Описание
Мелкие пчёлы (длина тела около 6 мм) с опушением из светлых волосков (тело чёрное, тергиты спереди коричневые, сзади полупрозрачные оранжевые, скапус темно-коричневый). От близких видов отличаются следующими признаками: область между глазом и оцеллием блестящая, почти без пунктур, тергиты в основном оранжевые; опушение скутума короткое; лоб гладкий, коричнево-оранжевый, скопа белая; внутренняя шпора задней голени гребенчатая; базитибиальная пластинка округлённая. Крылья с 2 субмаргинальными ячейками, клипеус выпуклый (также как и надклипеальная область), скапус усиков короткий и не достигает среднего оцеллия, длинная югальная лопасть заднего крыла, то есть простирающаяся значительно ниже уровня cu-v. Встречаются на цветках Calotis multicaulis (Asteraceae), Podolepis canescens (Asteraceae). Гнездятся в песчаной и глинистой почве. Включен в состав подрода Colletellus Michener, 1965 (подсемейство Neopasiphaeinae). Вид был впервые описан в 2018 году австралийским энтомологом Remko Leijs (South Australian Museum, Аделаида, Австралия).